# Paio Mendes
Paio Mendes is een plaats (freguesia) in de Portugese gemeente Ferreira do Zêzere en telt 547 inwoners (2001).
Vanaf Paio Mendes loopt er een oude pelgrimsweg met 14 kruizen, die bij het kerkje in het naburige Dornes uitkomt.